# Voriconazol

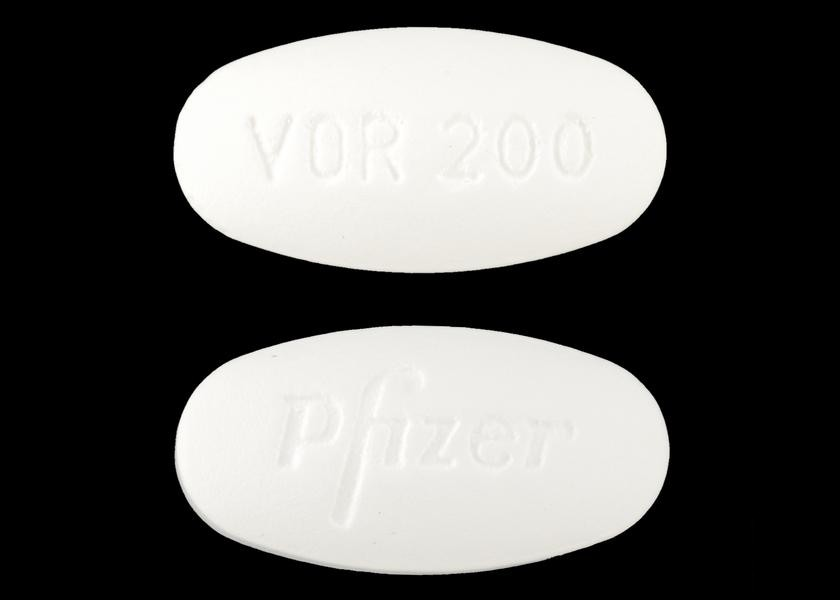
Comprimido de voriconazol da marca Vfend

O voriconazol, vendido sob a marca Vfend entre outros, é um medicamento antifúngico usado para tratar uma série de infecções fúngicas. Isto inclui a aspergilose, candidíase, coccidioidomicose, histoplasmose, Peniciliose, e infecções causadas por Scedosporium ou Fusarium. Pode ser tomado por via oral ou usado por injeção em uma veia.
Efeitos colaterais comuns incluem problemas de visão, náusea, dor abdominal, erupção cutânea, dor de cabeça, e ver ou ouvir coisas que não estão presentes. O uso durante a gravidez pode resultar em danos ao bebê. Ele é da família de medicamentos do triazole e o mecanismo de ação consiste em afetar a membrana celular ou fúngicas que afetam metabolismo.
O voriconazol foi aprovado para uso médico nos Estados Unidos em 2002. Está na Lista de Medicamentos Essenciais da Organização Mundial de Saúde, os medicamentos necessários mais eficazes e seguros em um sistema de saúde. versões Genéricas foram aprovados. O custo bruto nos Estados Unidos, até 2017, foi de cerca de 14.86 dólares por dia.